# Lobelia occidentalis
Lobelia occidentalis là loài thực vật có hoa trong họ Hoa chuông. Loài này được McVaugh & Huft mô tả khoa học đầu tiên năm 1975.